# Славенцин (гміна Любень-Куявський)
Славенцин (пол. Sławęcin) — село в Польщі, у гміні Любень-Куявський Влоцлавського повіту Куявсько-Поморського воєводства.
Населення — 107 осіб (2011).
У 1975-1998 роках село належало до Влоцлавського воєводства.

## Демографія
Демографічна структура станом на 31 березня 2011 року:
|          | Загалом | Допрацездатний вік | Працездатний вік | Постпрацездатний вік |
| -------- | ------- | ------------------ | ---------------- | -------------------- |
| Чоловіки | 55      | 12                 | 36               | 7                    |
| Жінки    | 52      | 8                  | 29               | 15                   |
| Разом    | 107     | 20                 | 65               | 22                   |